# 振り向けば…/Destination
「振り向けば…/Destination」（ふりむけば/デスティネーション）は、Janne Da Arcの25枚目のシングル。2006年2月8日にmotorodより発売された。

## 概要
- 前作「ダイヤモンドヴァージン」から約9ヶ月ぶり、「Heaven's Place/Vanity」以来21作ぶりの両A面シングル[注 1]。
- 表題1曲目はメンバーの出身校・大阪府立枚方西高等学校を題材にした一條俊主演の映画『HIRAKATA』の主題歌に起用されていた未発表曲で、自身初の映画タイアップとなった。
- 表題2曲目はXbox 360専用ゲームソフト『Over G』のテーマソングに起用された。ゲームソフトのタイアップを手掛けるのは「feel the wind」以来14作ぶり、アルバム収録曲を含めると「WILD FANG」以来となった。
- CD+DVD盤のパターンAとパターンB、CD盤の2形態で発売された。CD+DVD盤のパターンAには特典として表題1曲目のミュージック・ビデオを収録したDVDが、CD+DVD盤のパターンBには特典として表題2曲目のミュージック・ビデオを収録したDVDが同梱された[2]。
- オリコンチャート初登場2位を獲得。4作連続でトップ3入りを果たした。また、「月光花」以来2作ぶりにオリコン年間チャートにランクインした。

## 収録内容
| 全編曲: Janne Da Arc。 |                 |             |           |      |
| #                      | タイトル        | 作詞        | 作曲      | 時間 |
| 1.                     | 「振り向けば…」 | yasu        | ka-yu     | 4:52 |
| 2.                     | 「Destination」 | yasu & kiyo | kiyo      | 4:03 |
| 合計時間:              | 合計時間:       | 合計時間:   | 合計時間: | 8:55 |

### 楽曲解説
1. 振り向けば…
卒業をテーマに制作されたバラードナンバー[2]。ka-yuがシングル表題曲の作曲を手掛けた唯一の楽曲でもある。
自身の出身校をモチーフにしたメンバー出演の映画『HIRAKATA』の主題歌。
PVには女優の堀北真希が出演しているが、正確にはこれは『HIRAKATA』の一場面を再生しているだけである。PVのロケ地は母校ではなく、都内の高校。
前々からシングル候補になっていたが、タイミングが合わなかったのでリリースを先延ばしにされていた。ファンの熱い要望により、2年の歳月を経てシングル化となった。
今回シングルとして発売するに当り、映画版からボーカルの録り直しとストリングスパートの差し替え（シンセ→生ストリングス）が行われた。
この曲で『ウタワラ』に出演した際のトークで、同高校を卒業していないka-yuが作曲を担当したことにいろいろと突っ込まれた。
ちなみに、2007年『CDTV』の「卒業ソングランキング」で、強豪の中2位を獲得。また、同年に放送された『ミュージックステーション』の「あなたが選ぶ 春うたリクエストBEST111」で95位。春・卒業に関するランキングには毎回上位にランクインしている。
2. Destination
表題1曲目から一転した、疾走感あふれるロックナンバー[2]。kiyoがシングル表題曲の作詞を手掛けた唯一の楽曲でもある。タイトー社のXbox 360用戦闘機シミュレーションシューティングゲーム『Over G』のメインテーマソング。この曲は、数少ないka-yuのベースソロがある曲の1つである。シングルでは初めてkiyoが作詞をしている。また、この曲の歌詞は当該作品をイメージして作詞されている。ちなみにこの曲は『Over G』のテーマソングになっているが、メンバーの誰もXbox 360すら持っていないらしく、ka-yuは「このゲームできへんやん。聞けへんやん。どうするの?」と言っていたらしい。またこの曲のギターソロの部分についてyouは「あまりテクニカルなフレーズだと、戦闘機だから墜落しちゃうかなと。大空を優雅に舞うようにメロディアスなフレーズにした」と語っている。

## 参加ミュージシャン
Janne Da Arc
- yasu：Vocal
- you：Guitar
- ka-yu：Bass
- kiyo：Keyboards
- shuji：Drums

## タイアップ
- ギャガ配給映画『HIRAKATA』主題歌（#1）
- タイトー製Xbox 360専用ゲームソフト『Over G』テーマソング（#2）

## 収録アルバム
- SINGLES 2（#1）
- Janne Da Arc MAJOR DEBUT 10th ANNIVERSARY COMPLETE BOX（#1）
- 卒業のうた（#1）